# Рот, Йозеф
Йозеф Рот (нем. Moses Joseph Roth, 2 сентября 1894, Броды, Австро-Венгрия — 27 мая 1939, Париж) — австрийский писатель и журналист.

## Биография
Родился в городе Броды в 1894 году в еврейской семье, которая была частью большой ортодоксальной общины. Отец, Нохум Рот, был неудачным коммивояжёром, страдал психическим заболеванием и умер уже в 1910 году. Йозеф воспитывался матерью Марией (Мирьям), урождённой Грюбель, и дедом Иехиелем Грюбелем.
Учился во Львовском, а затем в Венском университете, в 1916 году ушёл на фронт, участвовал в Первой мировой войне.
После войны, начиная с 1918 года работал журналистом в газетах Берлина и Франкфурта, к 1920 году стал известным журналистом, работал в газетах до 1933 года. Первое крупное прозаическое произведение «Паутина» публиковалось частями в австрийских газетах и не имело большого успеха. Толчком к роману послужили убийство Ратенау и покушение на редактора М. Хардена. В книге Рот описал круги крайне правых ветеранов войны, готовящихся к захвату власти и установлению режима террора. С необычной прозорливостью он назвал имена Гитлера, Гинденбурга и Людендорфа.
В 1922 году женился на Фридерике Рейхлер. Брак носил трагический характер — в начале тридцатых годов ей был поставлен диагноз шизофрения, а в 1940 году уже после смерти мужа её, как душевнобольную, убили нацисты.
В 1924 году Рот издал «Отель Савой» и «Восстание» отдельными изданиями. В 1926 году совершил длительную поездку по СССР. В 1932 году был закончен самый длинный и самый известный роман Рота «Марш Радецкого» с сильными элементами ностальгии по Австро-Венгрии времен Франца-Иосифа.
После прихода нацистов к власти в 1933 году Рот немедленно эмигрировал во Францию. В письме Стефану Цвейгу сразу после нацистского переворота Рот снова проявил правильное понимание ситуации: «Приближается война. Не обольщайте себя. Ад пришел к власти».
Во Франции Рот написал ещё несколько книг, в частности, «Легенда о святом пропойце» (1939]), где, по-видимому, отразилось увлечение автора алкоголем и трудные жизненные обстоятельства. Серьёзно интересовался католицизмом, но надёжных данных о крещении нет. В мае 1939 года, узнав о самоубийстве своего друга, Эрнстa Толлерa, Йозеф Рот рухнул на землю и вскоре скончался.

## Творчество
Из написанного Ротом наиболее известен роман-хроника Габсбургской империи «Марш Радецкого» (1932). Он (как, впрочем, и другие произведения Рота) был экранизирован (1965, 1995). Влиятельный критик Марсель Райх-Раницкий включил его в число двадцати лучших романов, написанных на немецком языке.

## Произведения
- Паутина[нем.] (1923)
- Отель Савой[нем.] (1924)
- Восстание[нем.] (1924)
- Апрель. История любви[нем.] (1925)

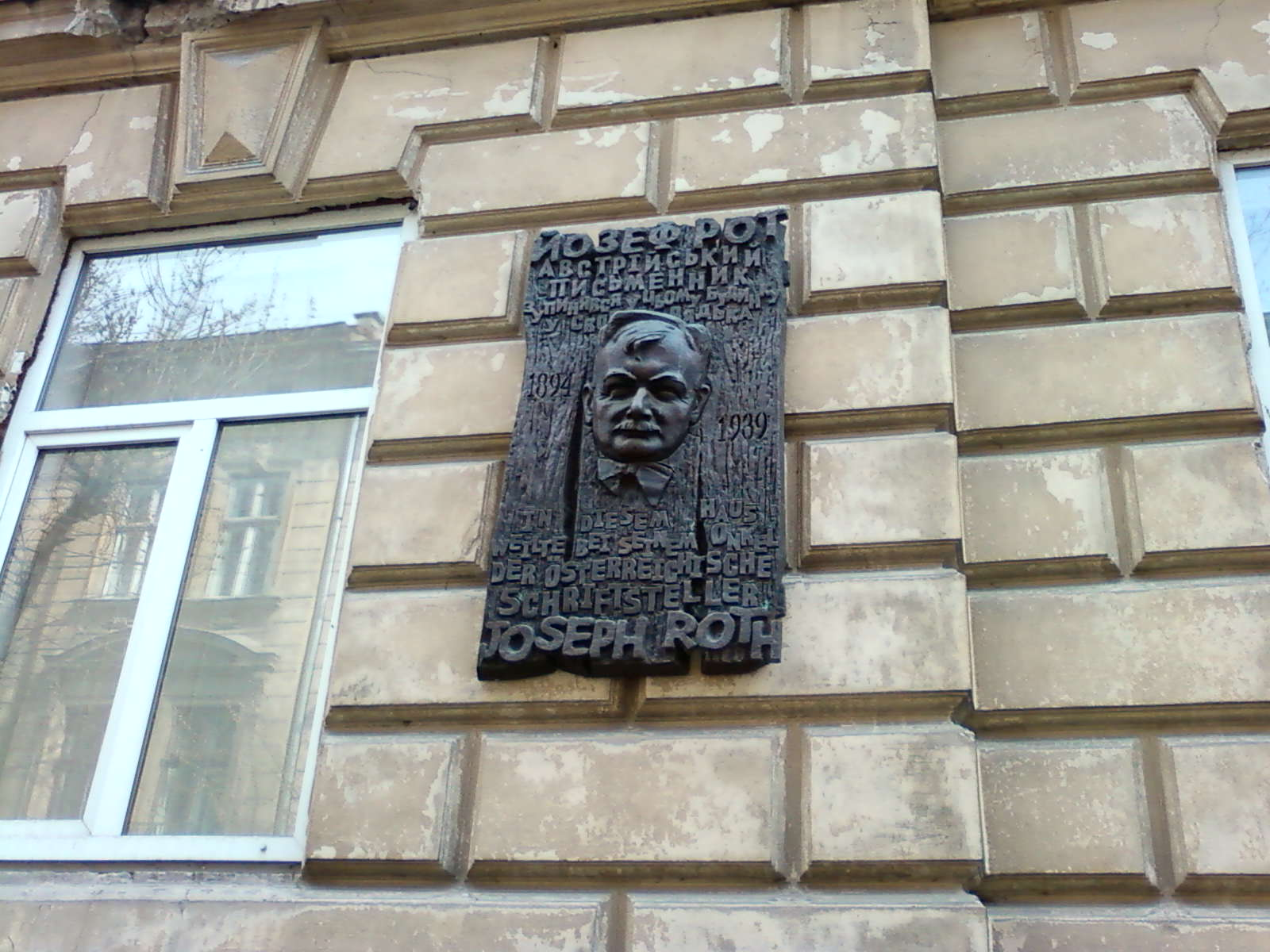
Мемориальная доска в память о Роте в городе Львове

- Слепое зеркало[нем.] (1925, в русском переводе вышел под названием «Фини. Маленький роман» в 1927 году)
- Дороги еврейских скитаний[нем.] (1927)
- Побег без конца[нем.] (1927)
- Молния и её отец[нем.] (1928)
- Направо и налево[нем.] (1929)
- Тихий пророк[нем.] (1929)
- Иов[нем.] (1930)
- Марш Радецкого (1932)
- Антихрист (нем. Der Antichrist, 1934)
- Тарабас[нем.] (1934)
- Бюст императора (нем. Die Büste des Kaisers, 1934)
- Исповедь убийцы[нем.] (1936)
- Неправильный вес[нем.] (1937)
- Сказка 1002-й ночи[нем.] (1937)
- Гробница Императора[нем.] (1938)
- Легенда о святом пропойце[нем.] (1939, фильм Эрманно Ольми, 1988, в гл. роли — Рутгер Хауэр; премия Золотой лев)
- Левиафан[нем.] (1940)

### Сводные издания
- Werkausgabe im Schuber. 6 Bde / Hrsg. von Fritz Hackert und Klaus Westermann. Köln: Kiepenheuer & Witsch, 2006

### Некоторые издания на русском языке
- Мятеж. Роман. — Л. — 1925
- Отель Савой . — Л. — 1925
- Бунт. Роман . — М.-Л. — 1927
- Фини. Маленький роман . — М. — 1927
- Циппер и сын. — Л. — 1929
- Марш Радецкого / Иозеф Рот; Пер. с нем. Наталии Ман .- Москва : Гослитиздат , 1939—392 с.
- Марш Радецкого / Иозеф Рот; Пер. с нем. Наталии Ман .- Москва : Художественная литература , 1939—389 с. — (Всемирная библиотека).
- Марш Радецкого. М.: Художественная литература, 1978
- Иов. Марш Радецкого. М.: Терра — Книжный клуб, 2001
- Сказка 1002-й ночи. СПб: Лимбус Пресс, 2001
- Склеп капуцинов / пер. С. Шлапоберской // Иностранная литература. 2002. № 6.
- Направо и налево. М.: Текст, 2004
- Марш Радецкого. СПб: Азбука Классика, 2008
- Дороги еврейских скитаний. М.: Текст, 2011
- Иов. М.: Текст, 2011
- Отель «Савой». — М.: Ad Marginem, 2012